# Fara'ata
Fara'ata, en arabe : فرعتا, est un village du gouvernorat de Qalqilya en Palestine. Il est situé à 19 km à l'ouest de Qalqilya en Cisjordanie.
Selon le recensement du bureau central palestinien des statistiques, la localité compte une population de 872 habitants en 2017.
En 2012, il est fusionné avec le village d'Immatain.